# Équipe du Brésil de football à la Coupe du monde 1934
L'équipe du Brésil de football participe à sa deuxième Coupe du monde lors de l'édition 1934 qui se tient dans le royaume d'Italie du 27 mai au 10 juin 1934.
Portée par l'enthousiasme et le succès de la précédente édition de 1930, trente-deux équipes s'inscrivent. Un tour préliminaire inédit est organisé et les seize qualifiés, dont le Brésil, jouent la phase finale.
L'édition 1930 organisée en Uruguay connait de nombreux désistements des équipes européennes. Les équipes sud-américaines leur en tiennent rigueur et adoptent différentes positions en retour. La nation brésilienne se rend en Europe avec une équipe réserve, au même titre que l'équipe d'Argentine, vice-championne du monde en titre. L'équipe d'Uruguay refuse de participer et ne cherche pas à défendre son titre acquis quatre années auparavant.
L'équipe du Brésil est éliminée dès son premier match par l'équipe d'Espagne.

## Phase qualificative

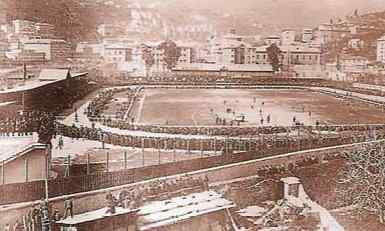
Stade Vittorio Marassi.

Deux places qualificatives sont attribuées à la zone sud-américaine. Seuls le Brésil, l'Argentine, le Chili et le Pérou s'inscrivent.
L'équipe brésilienne est placée dans le groupe 9 avec le Pérou. L'équipe péruvienne renonce et le Brésil se qualifie pour la phase finale de la Coupe du monde sans jouer de match.
|   | Équipe        | Pts | J | G | N | P | BP | BC | Diff |
| - | ------------- | --- | - | - | - | - | -- | -- | ---- |
| 1 | Brésil        |     |   |   |   |   |    |    |      |
| 2 | Pérou forfait |     |   |   |   |   |    |    |      |

## Phase finale
Le Brésil est désigné tête de série et affronte l'Espagne en huitième de finale le 27 mai 1934 au Stade Vittorio Marassi de Gênes. Menée 3-0 à la demi-heure de jeu, l'équipe brésilienne réduit l'écart à 3-1 par l'intermédiaire de Leônidas mais finit par s'incliner. Le gardien espagnol Ricardo Zamora arrête un penalty tiré par Waldemar à la 62e minute.

## Bilan
Le Brésil se classe quatorzième sur seize. L'équipe d'Espagne, qui l'élimine, échoue en quart de finale, et se classe cinquième.

## Effectif
Le sélectionneur brésilien durant la Coupe du monde est Luís Augusto Vinhais. Il commande un groupe de dix-sept joueurs qui se compose de deux gardiens de but, trois défenseurs, cinq milieux de terrain et sept attaquants.
| Nom                | Nom                  | Club                  | Date de naissance | J.              | Buts            |                 |                 |                 |
| Gardiens de but    | Gardiens de but      | Gardiens de but       | Gardiens de but   | Gardiens de but | Gardiens de but | Gardiens de but | Gardiens de but | Gardiens de but |
| ------------------ | -------------------- | --------------------- | ----------------- | --------------- | --------------- | --------------- | --------------- | --------------- |
|                    | Pedrosa              | Botafogo FR           | 8 juillet 1913    | 1               | 0               | -               | -               | -               |
|                    | Germano              | Botafogo FR           | 14 mars 1911      | 0               | 0               | -               | -               | -               |
| Défenseurs         |                      |                       |                   |                 |                 |                 |                 |                 |
|                    | Octacílio            | Botafogo FR           | 21 novembre 1909  | 0               | 0               | -               | -               | -               |
|                    | Luís Luz             | Grêmio Porto Alegre   | 29 novembre 1909  | 1               | 0               | -               | -               | -               |
|                    | Silvio               | São Paulo da Floresta | 11 mai 1905       | 1               | 0               | -               | -               | -               |
| Milieux de terrain |                      |                       |                   |                 |                 |                 |                 |                 |
|                    | Canalli              | Botafogo FR           | 12 mars 1907      | 1               | 0               | -               | -               | -               |
|                    | Martim               | Botafogo FR           | 2 mars 1911       | 1               | 0               | -               | -               | -               |
|                    | Tinoco               | Vasco da Gama         | 2 décembre 1904   | 1               | 0               | -               | -               | -               |
|                    | Ariel                | Botafogo FR           | 22 février 1910   | 0               | 0               | -               | -               | -               |
|                    | Waldyr               | Botafogo FR           | 21 mars 1912      | 0               | 0               | -               | -               | -               |
| Attaquants         |                      |                       |                   |                 |                 |                 |                 |                 |
|                    | Waldemar             | São Paulo da Floresta | 17 mai 1913       | 1               | 0               | -               | -               | -               |
|                    | Luisinho             | São Paulo da Floresta | 29 mars 1911      | 1               | 0               | -               | -               | -               |
|                    | Patesko              | Botafogo FR           | 12 novembre 1910  | 1               | 0               | -               | -               | -               |
|                    | Armandinho           | São Paulo da Floresta | 6 mars 1911       | 1               | 0               | -               | -               | -               |
|                    | Leônidas             | Vasco da Gama         | 6 septembre 1913  | 1               | 1               | -               | -               | -               |
|                    | Áttila               | Botafogo FR           | 16 décembre 1910  | 0               | 0               | -               | -               | -               |
|                    | Carvalho Leite       | Botafogo FR           | 25 juin 1912      | 0               | 0               | -               | -               | -               |
| Sélectionneur      |                      |                       |                   |                 |                 |                 |                 |                 |
|                    | Luís Augusto Vinhais |                       |                   |                 |                 |                 |                 |                 |

## Navigation